# 一の瀬ダイヤモンドスキー場
一の瀬ダイヤモンドスキー場 （いちのせダイヤモンドスキーじょう）は、長野県下高井郡山ノ内町にあるスキー場である。

## 概要
志賀高原スキー場の一の瀬地区に位置するスキー場である。

正式名称は、一ノ瀬山の神スキー場とあわせて一の瀬大松山スキー場（いちのせおおまつやまスキーじょう）という。

ホテルが集中する奥志賀林道沿いの谷間集落を挟んで一の瀬ファミリースキー場と対峙する位置にある。また一の瀬エリアの各スキー場と焼額山スキー場･奥志賀高原スキー場を結ぶ要所にあり、多くのスキーヤーが行き交う。

土曜日にはナイター営業を行っている。

リフトの運営主体は、志賀高原リゾート開発。

## コース・ゲレンデ
（滑走延長、平均斜度/最大斜度）

志賀高原スキー場の中でも特に樹木が少ない個性的なスキー場である。迂回しながら滑れば初級者でも、直線的に滑れば上級者でも楽しめる幅広い客層がスキーやスノーボードを楽しんでいる。

大松山頂部（標高1710m）において一の瀬山の神スキー場に接続し、また麓部において跨線橋を経由して一の瀬ファミリースキー場に連絡する。

### 初級者コース
- ラビットコース（600m、9°／14°）
  - 麓から見て左側（リフトを降りて左側）に迂回する初級者向けのコース。上部は開放感があり、下部は林間コースとなっている。
  - コース中盤に右にパノラマパーキング駐車場との往来ができる連絡コースがある。

### 中級者コース
- ダイヤモンドゲレンデ（500m、12°／21°）
  - 本スキー場のメインゲレンデ。滑走面が横に広い開放的な一枚バーン。
  - 中級者コースに指定されているが、幅の広いゲレンデを直線的に滑降せずに迂回しながら滑ることで、初級者でも十分に楽しむことができる。
  - 土曜日の夜に限りナイター営業を実施している。
  - コース最下部中央は「一の瀬ラビットアクティビティ＆キッズパーク」が設けられ、幼児や小さな児童が大人といっしょに楽しめる。
- 一の瀬ファミリースキー場連絡路（20m、－°／－°）
  - 一の瀬ファミリースキー場下部から続く奥志賀林道跨線橋の端部を起点としてダイヤモンドゲレンデに滑り込む連絡コース。
  - コース起点は横幅約4m程の狭い急斜面であるが、下部に進むに連れてコースが扇状に広がる緩斜面となるため、コースが空いていれば、直滑降やプループボーゲンであっても比較的容易に滑り降りることが可能。但し、週末等の混雑している時期はかなりの圧迫感がある。
  - 2017年末に一の瀬ダイヤモンドペアリフトがコース脇に設置され、本コースを繰り返し楽しむことができるようになった。

## リフト
（距離、高低差、時間）

### 営業中リフト
- 一の瀬ダイヤモンドクワッドリフト（474m、105m、2分15秒）
  - ダイヤモンドゲレンデの麓から見上げて右脇に架設された高速デタッチャブルリフト。
  - 週末の午前中は、一ノ瀬方面からこのリフトに乗車し、一の瀬山の神スキー場を経由して焼額山方面に向かうスキーやで混雑するが、午後になると待ち時間なしで乗車出来ることが多い。
  - ナイター営業時にも運行している。
- 一の瀬ダイヤモンドペアリフト（100m、16m、1分11秒）
  - 2017-2018年シーズンに開設され、志賀高原スキー場で志賀高原リゾートゴンドラリフト(2020-2021シーズン開設)に次ぐ二番目に新しいリフト。
  - 一の瀬ダイヤモンドスキー場から一の瀬ファミリースキー場に向かう際に利用する跨線橋に登るためのリフトで、スキーヤーにとっては短いながらもとても重要なリフトである。
  - 2016-2017年シーズンまではベルトコンベアーにより跨線橋の少し手前までスキーヤーを運搬していたが、降り場が坂状になっていたことから初心者や初級者が停滞することが度々見受けられたため、リフトに変更された。
  - 本リフトの開業により下車駅となる跨線橋付近の安全性、滑走性は改善されたが、乗車駅が上り坂の途中にある点はベルトコンベアー時代から改善が見られず、初級者が苦労しながらリフトを待つ状態は相変わらずである。
  - ベルトコンベアー当時は無料で誰もが何度も利用することができたが、現在はリフト券が必要であり、回数券の場合2ポイントを要する。
  - ベルトコンベアーによる運搬が始まる以前は、板を担いで標高差20mの坂道登るスキーヤーが殆どあった。中にはラビットコースを使って加速して、坂の中盤に横から滑り込んでくる危険な試みをするスキーヤーも少なくなかった。

### 廃止・休止中リフト
- 一の瀬ダイヤモンドトリプルリフト（388m、94m、4分03秒）
  - ダイヤモンドゲレンデの麓から見上げて左側に架設された。
  - 一の瀬ダイヤモンドクワッドリフトと並行していたが、スキー客の減少によりクワッドリフトのみでも客の運搬をまかなえるようになり、役割を終えた。

### 料金
2020～2021シーズンの中央エリア限定リフト料金(消費税及び地方消費税込み)は以下の通りである。
志賀高原18スキー場共通リフト券については志賀高原スキー場を参照のこと。
| 券種       | 大人  | 小学生以下 | 備考                                        |
| ---------- | ----- | ---------- | ------------------------------------------- |
| 4時間券    | 4,500 | 2,300      | 期間:12/21～3/31。                          |
| 1日券      | 5,000 | 2,500      | 期間:12/21～3/31。                          |
| 1日券      | 3,900 | 2,000      | 期間:OPEN～12/20                            |
| 1日券      | 4,100 | 2,000      | 期間:4/1～CLOSE                             |
| ナイター券 | 2,300 | 1,200      | 期間:18:30～21:00。本スキー場でのみ利用可。 |

## その他
スキー場の麓に、様々な施設が用意されている。

### レストラン
- HiHAPPY
  - ベース基地となる総合施設（スキーチケット売場、診察所やスキーレンタル、休憩所、外貨両替所などを備えている）の一画にある。
  - 信州産の素材を使用したメニューなどバラエティーに富んだメニューを提供。メニューはホテルオークラグループ元総料理長兼総支配人高木氏がメニュー監修し開発協力している。
  - 店名の由来は「食べてハッピーになれる味」へのこだわりというコンセプトから。
  - 手作りパンを朝から提供している。
- HAPPY EXPRESS
  - 軽食を中心にテイクアウトメニューを専門に提供する。カレーパンに、生ビール、アイスクリームなどがある。
  - コンセプトは「手軽に食べ歩き！」。

### その他
- 一の瀬ラビットアクティビティ＆キッズパーク
  - ダイヤモンドゲレンデ下部中央に開設されている、周囲と区画されているキッズ専用ゲレンデ。
  - 受付窓口ではNEWスポーツ“スノードライブ”のレンタルも取り扱っている。
  - 営業時間は原則10時～15時30分。
  - 一の瀬地区に宿泊していると一の瀬旅館組合協賛による割引利用がある。
- フリーライドパーク
  - 初級者・中級者向けで、スノーボーダーもスキーヤーも無料で入場可能。